# Jagiellonia Białystok w sezonie 1986/1987

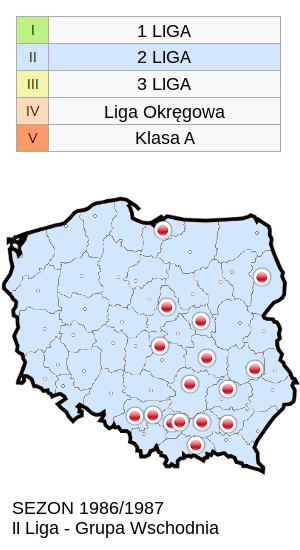
BOZPN - Zespoły występujące w II lidze (grupa wschodnia) w sezonie 1986/87

Jagiellonia Białystok przystąpiła do rozgrywek II ligi w grupie II (wschodniej).

## II poziom rozgrywkowy
Od sezonu 1986/87 wprowadzono nowy system punktowania, drużyna, która wygrała różnicą 3 bramek (np. 3:0, 4:1) otrzymywała 3 pkt., przegrany różnicą 3 bramek (minus) – 1 pkt. W przypadku remisu bez zmian 1 pkt. Nie dotyczyło to walkowerów, gdzie przyznawano 2 pkt. za walkower (3:0). W tabeli liczbę meczów za „3” i za „-1” zaznaczono w nawiasach.

Następną nowością było wprowadzenie baraży o awans do 1 Ligi, walka o premiowane miejsce toczyła się pomiędzy 2 i 3 drużyną ligi (bezpośredni dwumecz). Baraże o utrzymanie się w lidze zostały wprowadzone także dla zespołów z miejsc 11-14, zwycięzcy dwumeczu pozostawali w II lidze.

Historyczny awans

Jeden z najlepszych sezonów w historii klubu, Jagiellonia po raz pierwszy awansowała do 1 ligi. Autorem tego sukcesu był trener Janusz Wójcik, asystent Ryszard Karalus, sztab działaczy i przede wszystkim drużyna. Kadra w porównaniu z zeszłym sezonem była podobna, w Jagiellonii występowało 11 wychowanków klubu. Podziw budził styl w jakim białostoczanie ogrywali swoich rywali, bardzo dobre przygotowanie fizyczne, bardzo dobra obrona i bramkarz Mirosław Sowiński, który pobił następny rekord klubowy nie wpuszczając gola przez 1011 minut. Niewątpliwie najbardziej błyszczał atak Jagiellończyków, a w nim Jacek Bayer, który z 23 trafieniami został królem strzelców II ligi wschodniej.

Pierwsza runda była wyrównana, Jagiellończycy rywalizowali z Górnikiem Knurów oraz Stalą Stalowa Wola i różnice pomiędzy nimi były niewielkie. W drugiej rundzie Jagiellonia grała jeszcze lepiej, wygrała ze swoimi głównymi rywalami i zakończyła sezon z 15 punktami przewagi.

Po meczu z Górnikiem Knurów (29 kol.) w trakcie fety z okazji awansu, kibice spalili jeans-ową kurtkę Janusza Wójcika, którą to trener nosił na wszystkich spotkaniach zespołu. Było to oczywiście zaplanowane jako symboliczne pożegnanie się raz na zawsze z II ligą.

Gra w reprezentacji

Dobra postawa na boisku została zauważona także w kraju, białostoczanie byli powoływani ma mecze reprezentacji juniorów i seniorów. Pierwszym piłkarzem występującym w barwach drużyny narodowej był Jarosław Michalewicz, debiutował 23 lutego 1987r. w meczu z belgijskim klubem VVV Truident 2:1, gdzie strzelił bramkę.

Debiutem na skalę międzynarodową okazał się występ Jacka Bayera (grał od 45 min.) w meczu z Cyprem zremisowanym 0:0. Mecz odbył się 12.04.1987r. w Gdańsku w ramach eliminacji do Mistrzostw Europy 1988.

Kibice

Dobra gra zespołu spowodowała niezwykłe zainteresowanie kibiców. Żywiołowy doping i gorąca atmosfera to był standard na meczach „Jagi”, która rozgrywała swoje mecze na stadionie Gwardii (poj. około 30 tys.). Jagiellonia dysponowała stadionem o znacznie mniejszej pojemności. Na mecze Jagiellonii przychodziły tłumy, od 15 do 30 tys., co na ówczesne czasy było liczbą rekordową, przekraczającą kilka razy średnią w innych spotkaniach I-ligowych. W tym czasie powstały fan kluby Jagiellonii w okolicznych miastach regionu, na mecze zjeżdżali kibice z całego województwa. Najbardziej zagorzali z nich, towarzyszyli Jagiellonii w meczach wyjazdowych, czasami w liczbie porównywalnej lub większej niż gospodarze.

Puchar Polski

W rozgrywkach Pucharu Polski Jagiellonia w 1/64 pokonała (na wyjeździe) 5:0 Mazovię Ciechanów, w następnej rundzie uległa (na wyjeździe) Wiśle Puławy 1:1 (5:4 w karnych) i odpadła z dalszej rywalizacji.

## Końcowa tabela II ligi (grupa wschodnia)
| Lp. | Drużyna                | M  | Z      | R  | P      | Bramki | Bramki | Różn. | Pkt. | Uwagi           |
| --- | ---------------------- | -- | ------ | -- | ------ | ------ | ------ | ----- | ---- | --------------- |
| 1   | Jagiellonia Białystok  | 30 | 22 (5) | 6  | 2 (0)  | 51     | 13     | +38   | 55   | Awans do I ligi |
| 2   | Stal Stalowa Wola      | 30 | 13 (3) | 12 | 5 (1)  | 45     | 27     | +18   | 40   | Baraż, awans    |
| 3   | Górnik Knurów          | 30 | 13 (3) | 11 | 6 (0)  | 45     | 27     | +18   | 40   | Baraż           |
| 4   | Wisła Kraków           | 30 | 16 (1) | 4  | 10 (1) | 39     | 31     | +8    | 36   |                 |
| 5   | Hutnik Kraków          | 30 | 12 (0) | 13 | 5 (2)  | 35     | 26     | +9    | 35   |                 |
| 6   | Zagłębie Sosnowiec (s) | 30 | 10 (1) | 11 | 9 (1)  | 25     | 21     | +4    | 31   |                 |
| 7   | Igloopol Dębica        | 30 | 8 (2)  | 14 | 8 (1)  | 31     | 29     | +2    | 31   |                 |
| 8   | Olimpia Elbląg         | 30 | 9 (2)  | 12 | 9 (1)  | 31     | 35     | -4    | 30   |                 |
| 9   | Włókniarz Pabianice    | 30 | 9 (2)  | 10 | 11 (2) | 26     | 29     | -3    | 28   |                 |
| 10  | Resovia                | 30 | 11 (0) | 7  | 12 (1) | 24     | 27     | -3    | 28   |                 |
| 11  | Avia Świdnik (b)       | 30 | 8 (2)  | 10 | 12 (1) | 26     | 33     | -7    | 27   | Baraże          |
| 12  | Broń Radom             | 30 | 6 (2)  | 10 | 14 (0) | 22     | 34     | -12   | 24   | Baraże          |
| 13  | Korona Kielce          | 30 | 8 (1)  | 7  | 15 (2) | 21     | 31     | -10   | 22   | Baraże, spadek  |
| 14  | Hutnik Warszawa (b)    | 30 | 8 (1)  | 7  | 15 (2) | 27     | 38     | -11   | 22   | Baraże, spadek  |
| 15  | Wisła Płock (b)        | 30 | 5 (0)  | 13 | 12 (2) | 16     | 29     | -13   | 21   | Spadek          |
| 16  | Sandecja Nowy Sącz (b) | 30 | 5 (0)  | 7  | 18 (7) | 19     | 52     | -33   | 10   | Spadek          |

- Baraże o I ligę
- Baraże o utrzymanie

## „Wielka Jaga” - skład, statystyka, transfery
W późniejszych latach zwycięski skład okrzyknięto przydomkiem „Wielka Jaga”, należy zauważyć, że w składzie drużyny było aż 11 wychowanków.
| Nr | Zawodnik                 | Poz. | Data ur.   | Wz.  | Mecze | Br. | Transfer z/do              | Ostatni klub             |
| -- | ------------------------ | ---- | ---------- | ---- | ----- | --- | -------------------------- | ------------------------ |
|    | Mirosław Sowiński        | BR   | 15.01.1956 | 1,88 | 30    | 0   |                            | Szombierki Bytom         |
|    | Lucjan Trudnos           | BR   | 26.04.1961 | 1,93 | 0     | 0   |                            | Włókniarz Białystok      |
|    | Mariusz Lisowski w       | OB   | 3.02.1964  | 1,90 | 29    | 3   |                            | Legia Warszawa           |
|    | Jarosław Bartnowski w    | OB   | 26.11.1963 | 1,77 | 30    | 0   |                            | AZS-AWF Warszawa         |
|    | Andrzej Kulesza          | OB   | 30.06.1956 | 1,88 | 28    | 3   |                            | Stoczniowiec Gdańsk      |
|    | Antoni Cylwik            | OB   | 16.06.1959 | 1,70 | 27    | 0   |                            | Polonia Bydgoszcz        |
|    | Mirosław Car             | OB   | 24.11.1960 | 1,80 | 14    | 0   | 86(j) z Motor Lublin       | Motor Lublin             |
|    | Dariusz Drągowski w      | PO   | 3.10.1970  | 1,77 | 0     | 0   | 86(j)z drużyny jun.        | (wychowanek)             |
|    | Wiesław Romaniuk         | PO   | 10.01.1963 | 1,75 | 13    | 0   |                            | Włókniarz Białystok      |
|    | Dariusz Czykier          | PO   | 21.02.1966 | 1,81 | 27    | 7   |                            | Jagiellonia II Białystok |
|    | Henryk Mojsa             | PO   | 11.07.1957 | 1,76 | 26    | 4   |                            | Arka Gdynia              |
|    | Janusz Szugzda w         | PO   | 14.10.1962 | 1,80 | 24    | 0   |                            | Gwardia Warszawa         |
|    | Dariusz Bayer w          | PO   | 17.09.1964 | 1,70 | 29    | 3   |                            | ŁKS Łódź                 |
|    | Roman Miszewski          | PO   | 3.03.1961  | 1,75 | 7     | 0   |                            | Bałtyk Gdynia            |
|    | Tomasz Jakiel w          | NA   | 20.07.1965 | 1,71 | 2     | 0   | 86(j) z Gwardia Białystok  | Gwardia Białystok        |
|    | Mariusz Szulżycki        | NA   | 1.03.1964  | 1,76 | 3     | 0   |                            | Wisła Kraków             |
|    | Mirosław Tiszkow w       | NA   | 29.04.1959 | 1,70 | 7     | 0   |                            | Śniardwy Orzysz          |
|    | Jarosław Michalewicz w   | NA   | 29.04.1965 | 1,73 | 30    | 6   |                            | (wychowanek)             |
|    | Andrzej Ambrożej         | NA   | 20.09.1965 | 1,76 | 24    | 0   |                            | Jagiellonia II Białystok |
|    | Ryszard Jasiukiewicz     | NA   | 20.12.1959 | 1,77 | 8     | 1   |                            | Hutnik Warszawa          |
|    | Jacek Bayer w            | NA   | 29.12.1964 | 1,87 | 30    | 23  |                            | Gwardia Białystok        |
|    | bramka samobójcza        |      |            |      |       | 1   |                            |                          |
|    | Ireneusz Piesecki w      | NA   | 4.09.1962  | 1,72 | 0     | 0   | 86(w) do Wigry Suwałki     | wychowanek               |
|    | Robert Fiedorczuk        | OB   | 23.06.1964 | 1,84 | 0     | 0   | 87(w) do Gwardia Białystok | Gwardia Białystok        |
|    | Jarosław Gierejkiewicz w | OB   | 3.09.1965  | 1,82 | 0     | 0   | 86(w) do Zagłębie Lubin    | wychowanek               |

## Mecze
| Mecze i wyniki | Mecze i wyniki         | Mecze i wyniki    | Mecze i wyniki | Mecze i wyniki | Mecze i wyniki      | Mecze i wyniki | Mecze i wyniki                                 | Poz w lidze. | Poz w lidze. | Poz w lidze. |
| Lp. | Data                   | Rozgrywki         | F.             | D/W            | Przeciwnik          | Wynik          | Strzelcy bramek                                | M.           | P.           | Br.          |
| --- | ---------------------- | ----------------- | -------------- | -------------- | ------------------- | -------------- | ---------------------------------------------- | ------------ | ------------ | ------------ |
| 1 13 | 3.08.1986 Ciechanów    | PP – II run.      | b.d.           | W              | Mazovia Ciechanów   | 0:5            | Czykier x2, Michalewicz, J.Bayer, Jasiukiewicz | awans        | awans        | awans        |
| 2 947 | 9.08.1986 Płock        | II liga – 1 kol.  | 5000           | W              | Wisła Płock         | 0:1            | J.Bayer 40'                                    | 5            | 2            | 1:0          |
| 3 14 | 13.08.1986 Puławy      | PP – III run.     | b.d.           | W              | Wisła Puławy        | 1:1 5:4(k)     | J.Bayer 8'(k)                                  | odpadnięcie  | odpadnięcie  | odpadnięcie  |
| 4 948 | 17.08.1986 Białystok   | II liga – 2 kol.  | 8000           | D              | Sandecja Nowy Sącz  | 3:0            | Michalewicz 6', Czykier 7', J.Bayer 49'        | 1            | 5            | 4:0          |
| 5 949 | 23.08.1986 Kraków      | II liga – 3 kol.  | 5000           | W              | Wisła Kraków        | 1:0            |                                                | 3            | 5            | 4:1          |
| 6 950 | 30.08.1986 Białystok   | II liga – 4 kol.  | 11000          | D              | Broń Radom          | 1:0            | J.Bayer 39'(k)                                 | 2            | 7            | 5:1          |
| 7 951 | 6.09.1986 Stalowa Wola | II liga – 5 kol.  | 2000           | W              | Stal Stalowa Wola   | 0:1            | Michalewicz 48'                                | 2            | 9            | 6:1          |
| 8 952 | 13.09.1986 Kielce      | II liga – 6 kol.  | 2000           | W              | Korona Kielce       | 1:2            | J.Bayer 69', 71'                               | 2            | 11           | 8:2          |
| 9 953 | 21.09.1986 Białystok   | II liga – 7 kol.  | 10000          | D              | Włókniarz Pabianice | 3:2            | Michalewicz 48', J.Bayer 53'(k), Mojsa 71'     | 1            | 13           | 11:4         |
| 10 954 | 28.09.1986 Rzeszów     | II liga – 8 kol.  | 2000           | W              | Resovia             | 0:0            |                                                | 2            | 14           | 11:4         |
| 11 955 | 5.10.1986 Białystok    | II liga – 9 kol.  | 15000          | D              | Olimpia Elbląg      | 2:0            | J.Bayer 37'(k), Jasiukiewicz 88'               | 1            | 16           | 13:4         |
| 12 956 | 11.10.1986 Kraków      | II liga – 10 kol. | 4000           | W              | Hutnik Kraków       | 1:1            | J.Bayer 2'                                     | 2            | 17           | 14:5         |
| 13 957 | 19.10.1986 Białystok   | II liga – 11 kol. | 20000          | D              | Avia Świdnik        | 3:0            | J.Bayer 75' 78' Mojsa 49'                      | 2            | 20           | 17:5         |
| 14 958 | 26.10.1986 Warszawa    | II liga – 12 kol. | 5500           | W              | Hutnik Warszawa     | 0:2            | Kulesza 49', J.Bayer 52'                       | 1            | 22           | 19:5         |
| 15 959 | 02.11.1986 Białystok   | II liga – 13 kol. | 20000          | D              | Zagłębie Sosnowiec  | 3:1            | J.Bayer 32', Mojsa 38', Czykier 44'            | 1            | 24           | 22:6         |
| 16 960 | 09.11.1986 Knurów      | II liga – 14 kol. | 10000          | W              | Górnik Knurów       | 2:3            | J.Bayer 14' 56' 77'(k)                         | 1            | 26           | 25:8         |
| 17 961 | 16.11.1986 Białystok   | II liga – 15 kol. | 27000          | D              | Igloopol Dębica     | 2:1            | Czykier 46', Kulesza 71'                       | 1            | 28           | 27:9         |
| 18 962 | 15.03.1987 Białystok   | II liga – 16 kol. | 27000          | D              | Wisła Płock         | 4:0            | J.Bayer 4' 50' 74', Michalewicz 7'             | 1            | 31           | 31:9         |
| 19 963 | 21.03.1987 Nowy Sącz   | II liga – 17 kol. | 4000           | W              | Sandecja Nowy Sącz  | 0:1            | Lisowski 90'                                   | 1            | 33           | 32:9         |
| 20 964 | 29.03.1987 Białystok   | II liga – 18 kol. | 35000          | D              | Wisła Kraków        | 3:0            | J.Bayer 57', Lisowski 66', D.Bayer 87'         | 1            | 36           | 35:9         |
| 21 965 | 05.04.1987 Radom       | II liga – 19 kol. | 6000           | W              | Broń Radom          | 0:2            | J.Bayer 4', D.Bayer 80'                        | 1            | 38           | 37:9         |
| 22 966 | 15.04.1987 Białystok   | II liga – 20 kol. | 30000          | D              | Stal Stalowa Wola   | 0:0            |                                                | 1            | 39           | 37:9         |
| 23 967 | 18.04.1987 Białystok   | II liga – 21 kol. | 20000          | D              | Korona Kielce       | 3:0            | Czykier 13', D.Bayer 37', J.Bayer 41'(k)       | 1            | 42           | 40:9         |
| 24 968 | 26.04.1987 Pabianice   | II liga – 22 kol. | 4000           | W              | Włókniarz Pabianice | 0:0            |                                                | 1            | 43           | 40:9         |
| 25 969 | 03.05.1987 Białystok   | II liga – 23 kol. | 23000          | D              | Resovia             | 1:0            | J.Bayer 19'                                    | 1            | 45           | 41:9         |
| 26 970 | 09.05.1987 Elbląg      | II liga – 24 kol. | 2000           | W              | Olimpia Elbląg      | 0:0            |                                                | 1            | 46           | 41:9         |
| 27 971 | 16.05.1987 Białystok   | II liga – 25 kol. | 18000          | D              | Hutnik Kraków       | 0:0            |                                                | 1            | 47           | 41:9         |
| 28 972 | 24.05.1987 Świdnik     | II liga – 26 kol. | 2000           | W              | Avia Świdnik        | 2:4            | Czykier 45' 72', Mojsa 68', J.Bayer 84'        | 1            | 49           | 45:11        |
| 29 973 | 31.05.1987 Warszawa    | II liga – 27 kol. | 15000          | D              | Hutnik Warszawa     | 2:0            | Czykier 9', (Brzozowski) 78'sam                | 1            | 51           | 47:11        |
| 30 974 | 06.06.1987 Sosnowiec   | II liga – 28 kol. | 4000           | W              | Zagłębie Sosnowiec  | 1:3            | Michalewicz 54' 90', Kulesza 56'               | 1            | 53           | 50:12        |
| 31 975 | 14.06.1987 Białystok   | II liga – 29 kol. | 22000          | D              | Górnik Knurów       | 1:0            | Lisowski 76'                                   | 1            | 55           | 51:12        |
| 32 976 | 21.06.1987 Dębica      | II liga – 30 kol. | 3000           | W              | Igloopol Dębica     | 1:0            |                                                | 1            | 55           | 51:13        |
| - rozgrywki ligowe, - rozgrywki pucharu polski, - rozgrywki pucharu ligi, - rozgrywki ligi europejskiej, - mecze barażowe lub eliminacyjne, - inne. Liczba meczów w sezonie:1 2 (wszystkie mecze na najwyższym poziomie rozgrywkowym)3 (wszystkie mecze w rozgrywkach ligowych bez baraży) , Puchar Polski: 2 (mecze Pucharu Polski na szczeblu centralnym)3 (wszystkie mecze w Pucharze Polski) |                        |                   |                |                |                     |                |                                                |              |              |              |

## Mecze sparingowe
Jagiellonia rozpoczęła przygotowania do nowego sezonu obozem przygotowawczym w Suwałkach (14-26 lipca), następnie odbyły się mecze sparingowe w Siemiatyczach oraz Tomaszowie Mazowieckim i Białymstoku. Od 20 lutego obóz przygotowawczy do rundy wiosennej w Swarzędzu, natomiast od 1 do 8 marca piłkarze przebywali na zgrupowaniu w Erfurcie (DDR).
| Mecze i wyniki | Mecze i wyniki           | Mecze i wyniki | Mecze i wyniki | Mecze i wyniki | Mecze i wyniki                    | Mecze i wyniki | Mecze i wyniki                                         |
| Lp.            | Data, Kraj, Miasto       | Mecze          | Frekw.         | D/W            | Przeciwnik                        | Wynik          | Strzelcy bramek                                        |
| -------------- | ------------------------ | -------------- | -------------- | -------------- | --------------------------------- | -------------- | ------------------------------------------------------ |
| 1              | 16.07.1986 Suwałki       | sparing        | b.d.           | N              | Pogoń Siedlce (3 poziom)          | 5:0            | Mojsa, Czykier, C.Kulesza, Jasiukiewicz, Tiszkow       |
| 2              | 21.07.1986 Siemiatycze   | sparing        | b.d.           | N              | Motor Lublin (1 poziom)           | 1:2            | Jasiukiewicz                                           |
| 3              | 23.07.1986 Tomaszów Maz. | sparing        | b.d.           | W              | Widzew Łódź (1 poziom)            | 2:2            | Mojsa, Szulżycki                                       |
| 4              | 26.07.1986 Siemiatycze   | puchar MRN     | b.d.           | N              | Hutnik II Warszawa                | 2:1            | Tiszkow(k), Jasiukiewicz                               |
| 5              | 27.07.1986 Siemiatycze   | puchar MRN     | b.d.           | N              | Hutnik Warszawa (3 poziom)        | 3:0            | Czykier 50' Car 65' Ambrożej 88'                       |
| 6              | 30.07.1986 Łódź          | sparing        | b.d.           | W              | ŁKS Łódź (1 poziom)               | 1:0            |                                                        |
| 7              | 6.08.1986 Białystok      | sparing        | b.d.           | D              | Mazur Ełk (3 poziom)              | 7:1            | Mojsa x3, J.Bayer(k), Miszewski, Michalewicz, samobój. |
| 8              | 20.02.1987 Warszawa      | sparing        | b.d.           | W              | Hutnik Warszawa                   | 1:0            | [ 3 ]                                                  |
| 9              | ?.02.1987 Swarzędz       | sparing        | b.d.           | W              | Warta Poznań                      | 2:2            | b.d.                                                   |
| 10             | ?.02.1987 Swarzędz       | sparing        | b.d.           | W              | Górnik Rydułtowy Wodzisław Śląski | 1:2            | b.d.                                                   |
| 11             | ?.02.1987 Swarzędz       | sparing        | b.d.           | W              | Gwardia Szczytno                  | 0:3            | b.d.                                                   |
| 12             | 28.02.1987 Swarzędz      | sparing        | b.d.           | W              | Olimpia Poznań (1 poziom)         | 2:3            | b.d.                                                   |
| 13             | 5.03.1987 Erfurt         | sparing        | b.d.           | W              | FC Rot-Weiß Erfurt (1 poziom)     | 0:0            |                                                        |
| 14             | 7.03.1987 Erfurt         | sparing        | b.d.           | W              | Rep. Okręgu Erfurt                | 5:2            | Jasiukiewicz, Michalewicz (grał rez. skład)            |
| 15             | 11.03.1987 Białystok     | sparing        | b.d.           | W              | Gwardia Białystok (3 poziom)      | 0:5            | Michalewicz x2, J.Bayer x2, J.Szugzda                  |